# Gebr. Heinemann

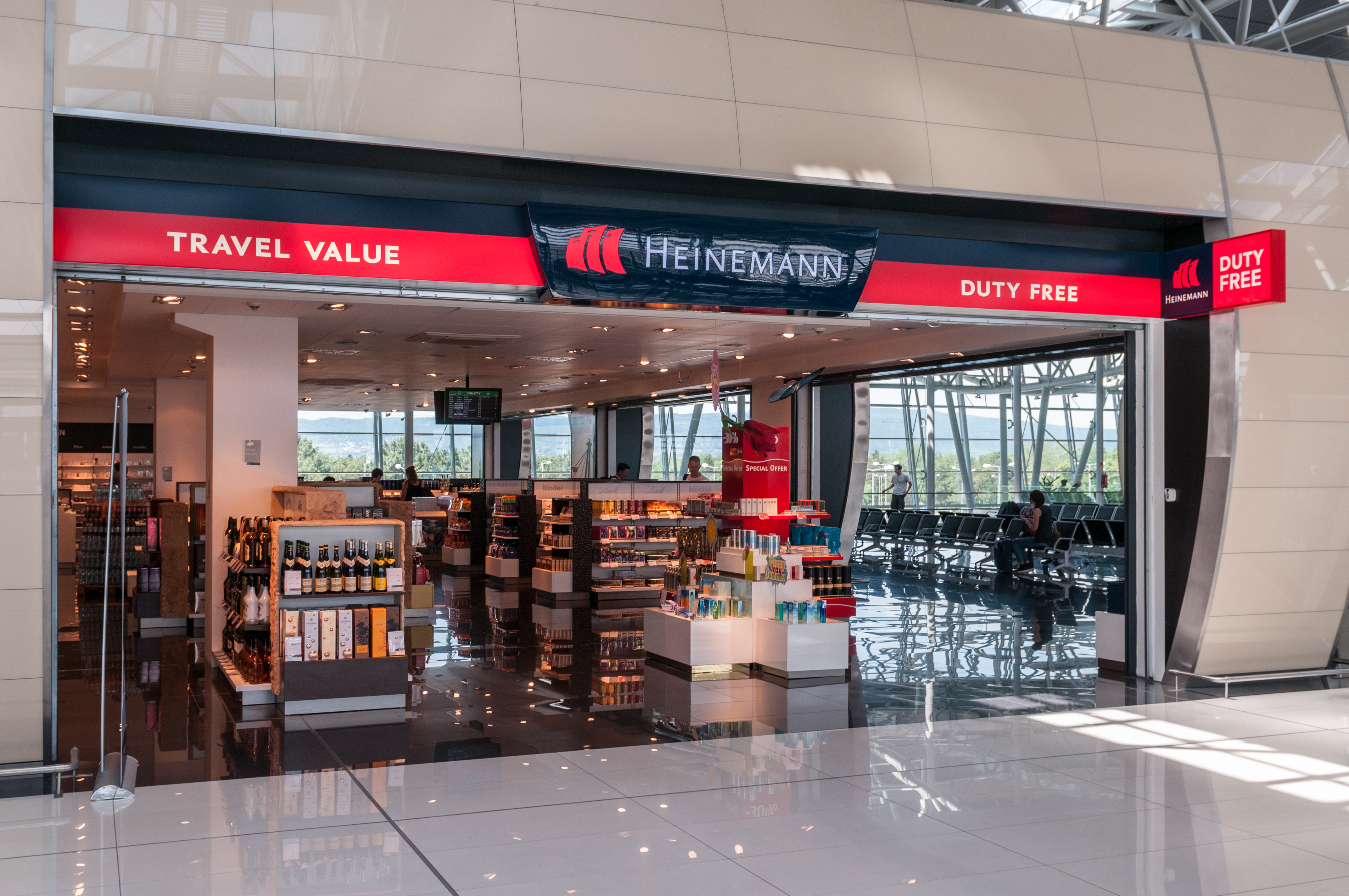
Duty Free Heinemann im Flughafen Bratislava

Gebr. Heinemann SE & Co. KG ist ein in Hamburg ansässiger Groß- und Einzelhändler im internationalen Reisemarkt.

## Geschichte
Das Unternehmen Gebr. Heinemann wurde am 1. November 1879 von Heinrich Christian Carl Heinemann und seinem Bruder Carl Friedrich Eduard Heinemann in Hamburg gegründet. Die Brüder begannen mit dem zoll- und steuerbefreiten Großhandel für Tabakwaren und Spirituosen. Der Schwerpunkt lag auf der Belieferung von Schiffsausrüstern und Reedereien. Seinen Sitz hatte man in der Hamburger Speicherstadt. 1910 zerstörte ein Großbrand die gesamte im Freihafen eingelagerte Ware.
Im Jahr 1903 trat Heinrich Heinemanns Sohn Otto als Teilhaber dem Unternehmen bei; 1911 stieg Ottos Bruder Richard ebenfalls in das Unternehmen ein. Wegen dessen frühen Todes wurde 1937 Otto Heinemanns Sohn Helmut Nachfolger der Teilhaberschaft.
Im Zweiten Weltkrieg erlebte das Unternehmen einen zweiten Großbrand im Lager, bei dem 1943 der Speicher am Sandtorkai völlig zerstört wurde. Seit den 1950er-Jahren belieferte Gebr. Heinemann auch die neuen Duty-Free-Läden auf Fährschiffen nach Skandinavien mit Tabak- und Süßwaren sowie Spirituosen. 1953 und 1954 folgten die ersten Airline-Kunden (Icelandic Airlines und Deutsche Lufthansa). Durch den Flugtourismus wurden zudem Parfüm und Kosmetik in das Sortiment aufgenommen, später folgten Mode und Accessoires, Süßwaren und Geschenkartikel.
Das erste Duty-free-Geschäft wurde 1958 am Frankfurter Flughafen eröffnet. Betrieben wurde dieses vom Staat, beliefert von Gebr. Heinemann. Am 16. Februar 1962 wurden große Lagerbestände Opfer der Sturmflut. 1967 gründete Horst Heinemann die Tochtergesellschaft „Tabak GmbH“ für Tabakwaren.
Die erste Einzelhandelskonzession für Duty-free an einem Flughafen erhielt das Unternehmen 1969 für den Flughafen Köln/Bonn. Bald folgten weitere Geschäfte. 1978 zog das Lager in die Magdeburger Straße (jetzt Koreastraße) um. 1979 lösten Gunnar und Claus Heinemann ihre Väter ab und führten das Familienunternehmen in vierter Generation fort. Seit 1986 befindet sich die Unternehmenszentrale am Kaispeicher B in der HafenCity.
Als die EU den zoll- und steuerbefreiten Einkauf für Reisen innerhalb der EU am 1. Juli 1999 abschaffte, nannte das Unternehmen seine Ladengeschäfte in Travel Value um und konnte so seinen Marktanteil in Europa ausbauen. 2003 wurde in Hamburg-Allermöhe ein Logistikzentrum erbaut und in Betrieb genommen. Von hier aus belieferte Gebr. Heinemann seine Kunden sowie eigene Shops an Flughäfen, auf Fähr- und Kreuzfahrtschiffen und an Grenzübergängen. Das Lagergebäude in der Speicherstadt wurde zur Unternehmenszentrale umgebaut.
Seit 2008 nennt die Firma einige ihrer selbst betriebenen Shops Heinemann Duty Free & Travel Value. Hierfür erhielten die Ladengeschäfte ein neues Logo über dem Eingang, das 2009 auch an den Geschäften in Frankfurt angebracht wurde. Im selben Jahr erhielten Gunnar und Claus Heinemann den Hamburger „Gründerpreis für das Lebenswerk“. Ebenfalls im Jahr 2009 wurde die Tochtergesellschaft Heinemann Asia Pacific mit Sitz in Singapur gegründet, bei deren Aufbau Max Heinemann beteiligt war, der heute der Geschäftsführung des Unternehmens angehört.
Zum 1. Januar 2012 änderte die Firma die Rechtsform von einer KG in eine SE & Co. KG. 2013 gründete Gebr. Heinemann die Tochtergesellschaft Heinemann Americas mit Sitz in Miami zur Erschließung des US-amerikanischen Marktes. 2014 wurde das zweite Logistikzentrum in Erlensee in Betrieb genommen.
Im Jahr 2015 gewann Gebr. Heinemann gemeinsam mit Unifree die Lizenz am Istanbul New Airport, was zu diesem Zeitpunkt den größten Einzelerfolg in der Geschichte des Unternehmens darstellte. Am Amsterdam Airport Schiphol wurde zudem ein Joint-Venture mit Schiphol Airport Retail gegründet. Im selben Jahr wurde das Unternehmen außerdem mit dem Deutschen Handelspreis ausgezeichnet.
2016 gründete Gebr. Heinemann ein weiteres Joint Venture mit Duty Free International (DFI) aus Malaysia, mit dem das Unternehmen den weltweit größten Duty-free-Shop in Sydney sowie den weltweit größten Arrival-Duty-free-Shop in Oslo eröffnete. Im Jahr 2018 wurde Max Heinemann in fünfter Generation Geschäftsführer des Unternehmens.
Durch die Covid-19-Pandemie seit 2020 und die damit einhergehenden Lockdowns reisten deutlich weniger Menschen als zuvor, wodurch weniger Ware in den Flughafengeschäften gekauft wurde. Dadurch erlitt das Unternehmen die zwei schwersten Jahre in seiner Unternehmensgeschichte. 2020 erwirtschaftete es nur noch 33 Prozent des Umsatzes vom Vorjahr. Seit 2022 erholt sich das Travel-Retail-Geschäft, durch lange Wartezeiten an den Flughäfen des immer noch nicht vollkommen erholten Reisebetriebes kauften Flughafengäste ca. 20 Prozent mehr als vor der Pandemie, was auch Gebr. Heinemann zugutekam.
Gebr. Heinemann gründete im März 2020 das 100-prozentige Tochterunternehmen Gharage mit dem Ziel, in Start-ups in der Reise- und Einzelhandelsbranche zu investieren.
Im Jahr 2022 ging Gebr. Heinemann das Joint-Venture „Gatezero“ mit der Medienmarke Highsnobiety ein und eröffnete gemeinsam mit ihr ein Geschäft am Flughafen Zürich und am Flughafen Kopenhagen. In Macau eröffnete Gebr. Heinemann auch erstmals ein Geschäft in einem Hotelkomplex.
Im Jahr 2023 erweiterte Gebr. Heinemann sein Geschäftsmodell über den Reiseeinzelhandel hinaus und wurde zu 50 Prozent Mitgesellschafter des Parfümgroßhändlers NOBILIS GROUP in der D-A-CH-Region.
2024 nahm das Unternehmen 14 Shops auf dem weltgrößten Kreuzfahrtschiff Icon of the Seas von Royal Caribbean International in Betrieb. Das Unternehmen investierte weiter in den Markt Naher Osten / Afrika und ernannte seine Niederlassung in Dubai, die es 2023 gegründet hatte, zur regionalen Zentrale. Heinemann Middle East Africa komplettiert das Trio der regionalen Zentralen mit Heinemann Asia Pacific und Heinemann Americas.

## Unternehmensstruktur
Hauptgeschäftsführer des Familienunternehmens sind seit 2018 Max Heinemann sowie seit 2022 Raoul Spanger. Außerdem gehören Inken Callsen, Kai Deneke und Florian Seidel der Geschäftsführung an. Die ehemaligen Geschäftsführer Claus Heinemann und Gunnar Heinemann vertreten die Eigentümerfamilie im Verwaltungsrat.
Der Umsatz des Unternehmens lag 2024 bei 4,3 Milliarden Euro. Im selben Jahr beschäftigte das Unternehmen weltweit rund 10.000 Mitarbeiter.
Gebr. Heinemann ist als Groß- und Einzelhändler in über 100 Ländern tätig. Das Unternehmen betreibt insgesamt etwa 500 eigene Läden als Einzelhändler an Flughäfen (ca. 340), auf Kreuzfahrtschiffen und an Grenzübergängen. Darüber hinaus beliefert das Unternehmen weltweit Flughäfen, Fluggesellschaften, Kreuzfahrtschiffe, Bordershops, Schiffsausrüster, diplomatische Vertretungen, Military Shops und zollfreie Zonen.
Neben dem Kernmarkt Europa hat Gebr. Heinemann mit seinen Tochtergesellschaften eine regionale Aufstellung in Asien (Heinemann Asia Pacifics), Nordamerika (Heinemann Americas) und im Nahen Osten und Afrika (Heinemann Middle East Africa).
Außerdem betreibt das Unternehmen eigene Logistikzentren in Hamburg-Allermöhe und in Erlensee.

## Produkte
Für die von Gebr. Heinemann selbst betriebenen Shops sowieso für Distributionskunden hält das Unternehmen ein Angebot an internationalen Markenartikeln aus den Bereichen Parfüm und Kosmetik, Wein und Spirituosen, Süßwaren, Feinkost, Tabakwaren, Mode und Accessoires, Uhren und Schmuck vor. Über die Hälfte seines Umsatzes erwirtschaftet das Unternehmen mit dem Verkauf von Alkohol, Tabak und Süßwaren. Ein Drittel des Umsatzes machen Parfüm und Kosmetik aus, sowie 10 Prozent Uhren, Schmuck und Mode. Ca. ein Viertel der angebotenen Produkte in den Geschäften sind regional aus dem Umkreis der Flughäfen.

## Kontroversen
Wegen Absprachen mit dem Konkurrenten James Richardson über die Lizenz für den Betrieb der Duty-free-Shops am Flughafen Ben Gurion in Tel Aviv forderte die Schiedskommission der Internationalen Handelskammer das Unternehmen am 19. November 2021 zu Schadensersatz auf. Gebr. Heinemann hatte sich als Joint-Venture mit dem Unternehmen Alfa für die Lizenz beworben, überließ James Richardson nach geheimen Absprachen allerdings das Feld, wofür Gebr. Heinemann ohne Konkurrenzkampf die Lizenz für Sydney erhalten sollte. Somit war Alfa aus dem Rennen.
Ein Gericht in Tel Aviv bestätigte den Schiedsspruch im Sommer 2022.

## Auszeichnungen
- 2009: Hamburger Gründerpreis für das Lebenswerk für Gunnar und Claus Heinemann[12]
- 2015: Deutscher Handelspreis des Handelsverband Deutschland[17]
- 2019: „Legends Wings of Help Award“ für Gunnar und Claus Heinemann für ihr globales soziales Engagement des Vereins Luftfahrt ohne Grenzen e. V.[40]
- 2025: „Goldene Uhr des Sweets Global Network 2025“ für Claus, Gunnar und Max Heinemann für das Engagement von Gebr. Heinemann zur Positionierung der Süßwarenbranche[41]